# Szamostatárfalva
Szamostatárfalva là một thị trấn thuộc hạt Szabolcs-Szatmár-Bereg, Hungary. Thị trấn này có diện tích 4,5 km², dân số năm 2010 là 313 người, mật độ 70 người/km².